# Drewensee
Der Drewensee ist ein See im Ortsteil Ahrensberg in der Gemeinde Wesenberg im Landkreis Mecklenburgische Seenplatte. Der See ist größtenteils von Laubwald umgeben, an seinem nördlichen Ufer gibt es einen Campingplatz. Im Ort Ahrensberg liegt auf einer Halbinsel im See der Gutspark und die Gutsanlage. Der See hat eine Nord-Süd-Ausdehnung von etwa 450 Metern und eine West-Ost-Ausdehnung von etwa 5400 Metern. Er wird von einer 110-kV-Freileitung überquert.
An der Stelle der Gutsanlage bei Ahrensberg lag auf der Halbinsel im See eine slawische Wallanlage. Der Burgwall ist noch eindeutig zu erkennen.
Der durch diese Halbinsel vom Hauptteil des Sees getrennte Westteil ist Bestandteil der Oberen Havel-Wasserstraße. Hier befindet sich im Süden der Übergang zum Finowsee, der mit einer überdachten Holzbrücke aus dem Jahr 1929 überquert wird.
Der Name leitet sich vom altpolabischen Wort *drevo für ‚Holz, Baum‘ ab.